# Synagogue de Turku
La synagogue de Turku (en finnois : Turun synagoga) est une synagogue située place Puutori à Turku en Finlande.

## Description
Conçue dans un style Art nouveau par August Krook et Johan Eskil Hindersson la synagogue est construite en 1912.
La façade est en briques et crépie.
Le bâtiment a deux étages et est recouvert d'une coupole.
La Direction des musées de Finlande a classé l'édifice parmi les sites culturels construits d'intérêt national.
Simon Livson, le rabbin de la synagogue  est le seul rabbin de Finlande.